# Celiachie

Pâine fără gluten din cereale fără gluten

Celiachie, denumită și boala celiacă, este o boală sistemică care implică întregul organism uman, a fost considerat mult timp ca fiind o boală a copilului, care se vindecă odată cu trecerea timpului. În ultimele decenii, rezultatele cercetării ei au dus la schimbarea concepției privind originea, tratarea, evoluția și incidența bolii în rândul populației. Astfel s-a demonstrat că motivul celiachiei, o intoleranță la gluten, este, pe lângă manifestarea ei ca boală gastro-intestinală, și originea unei boli de piele numită Dermatită herpetiformă Duhring.
Persoana care suferă de celiachie este numită "celiac", sau o "persoană celiacă".

## Definiție
Numită și boală celiacă, afecțiunea apare sub formele de celiachie a copilului și celiachie a adultului (sau sprue indigenă), la care se adaugă Dermatita herpetiformă Duhring cu exteriorizare pe suprafața pielii. Este o afecțiune/boală autoimună cu atingere în special a aparatului digestiv, mai exact a intestinului subțire.  Nu este o boală contagioasă, dar este ereditară și constǎ într-o intoleranță alimentară la gluten. Glutenul este, în sens medical, denumirea cumulativă pentru proteinele din următoarele cereale cu spic : grâu, orz, secară și hibrizii lor sau cerealele mamă.  Proteinele acestor cereale sunt toxice pentru persoanele care au dezvoltat această intoleranță alimentară. Ovăzul este îngăduit celiacilor în cazul în care este crescut separat de grâu, orz și secară, iar terenul în care este cultivat nu conține urme din niciuna din acestea. De asemenea, cereale precum meiul, sorgul, orezul sau porumbul, precum și pseudocerealele teff, hrișcă, quinoa etc., nu sunt toxice pentru organismul uman afectat.  Glutenul este acel liant alimentar din grâu care îi dă pâinii capacitatea de dospire.  Organismul persoanei celiace se apǎră de gluten prin formare de anticorpi.  Aceștia pot fi determinați în laboratorul de analize.  Celiachia nu se vindecă, boala odată apărută rămâne pe toată durata vieții.  Pot dispărea în timp doar anticorpii și simptomele bolii, care însă reapar atunci când se consumă iar cereale cu spic, care sunt interzise.

## Frecvența
Frecvența bolii în populație este, conform statisticilor efectuate, de 1/100 la 1/300, ducând la concluzia că este subdiagnosticată în toate regiunile lumii unde grâul este folosit ca aliment de bază.  Poate apărea la orice vârstă dacă există o predispoziție genetică. Cauzele apariției diferențiate la cei predispuși nu se cunosc în totalitate la această dată.  Apare zgomotos, cu simptome clare, mai frecvent la sugari după introducerea făinosului (înaintea vârstei de 6 luni), mai ales la cei alăptați artificial de la o vârstă foarte fragedă, dar și la adolescenți, în timpul sarcinii sau armatei, după traume fizice sau psihice. Pe scurt, celiachia poate apărea în toate etapele vieții care solicită suplimentar corpul celui predispus.

## Simptome
Simptomele descriu în mare două tipuri de boală:
- Celiachia acută - care apare cel mai des la copii sub forma unei crize celiace cu : diaree, oboseală, stagnare în dezvoltare, anemie, abdomen mărit, contrastant cu restul membrelor, care au o dezvoltare musculară redusă.  Este la ora actuală cea mai des diagnosticată pentru că este zgomotoasă, crizele celiace fiind însoțite și de deshidratare și anemie din cauza diareei.  Necesită intervenția imediată a medicului, de multe ori în staționar.  Nerecunoașterea și netratarea adecvată are de multe ori sfârșit letal.  Frecvența celiachiei acute este relativ redusă, motiv pentru care celiachia nu este mediatizată îndeajuns în populație și nici chiar în lumea medicală.

- Celiachia subacută - se cosideră că celiachia subacută este subdiagnosticată.  Simptomele sunt: abdomen mărit, dar mai puțin contrastant ca la celiachia acută, scaune nedigerate adecvat, uneori diareice, alterior cu constipație, scădere în greutate sau dimpotrivă supraponderabilitate, oboseală cronică, lipsă cronică de vitamine și minerale, scăderea proteinelor din sânge, căderea prematură a dentiției, fracturi repetate, osteoporoză, amorțeli inexplicabile ale extremităților.  Se tratează de regulă în mod repetat următoarele boli : malnutriția, anemia, spasmofilia și osteoporoza, prin acestea tratându-se însă doar simptomele.

- Celiachia asimptomatică  - numită așa din cauza lipsei, deseori în totalitate, a simptomelor digestive. În ultimii ani este descoperită din această cauză mai mult întâmplător, sau atunci când este cautată țintit, apărând singular sau paralel cu alte boli deja existente, enumerate mai jos.

- Dermatita herpetiformă Duhring are aceeași cauză, dar anticorpii atacă în primul rând pielea celui afectat, restul simptomelor, inclusiv malnutritia, putând lipsi de multe ori chiar complet.

Boala celiacă poate apărea alături de: diabet insulinodependent, sindrom Down, sindrom Turner, epilepsie precum și alte afecțiuni autoimune.

## Diagnostic
Diagnosticarea are doua etape:
- Prima etapă - este de prezumpție, bănuire a bolii celiace. Diagnosticul prezumptiv este pus de regulă de medicul de familie atunci când constată unul sau mai multe din simptomele mai sus enumerate, care se agravează, nu dispar în timp sau se repetă la intervale scurte.

- Etapa a doua – în care diagnosticul este pus de medicul specialist pediatru, gasto-enterolog sau dermatolog, la care se fac analize specializate de anticorpi specifici celiachiei, care se certifică printr-o biopsie de jejun. Aceasta arată mucoasa digestivă deteriorată.

Se știe că deja consumul zilnic a câtorva zeci de miligrame de gluten poate duce la distrugerea mucoasei. Această cantitate este inclusă aproximativ și echivalent prezentă în greutatea unui biscuit clasic.
Nu se începe alimentația fără gluten fără un diagnostic corect, pentru că alimentația fără gluten duce inevitabil la falsificarea rezultatelor analizelor de laborator.

## Tratament
Tratamentul constă în eliminarea completă și definitivă a tuturor produselor care conțin gluten.
Sunt interzise toate produsele din comerțul alimentar de larg consum care conțin sau pot conține proteine de grău, orz, ovăz, secară și hibrizii lor, respectiv: făină , griș, pâine, macaroane, biscuiți, napolitane, prăjituri, sosuri, muștar, precum și dulciuri, mezeluri și brânzeturi cu asemenea adausuri sau cu gluten din motive tehnologice, berea și borșul. Atenție la înghețată, pufuleți, muesli, chipsuri, fulgi de porumb, produse cu malț fără origine declarată, deoarece malțul poate fi produs din oricare cereală.  Trebuie întotdeauna citită lista de ingrediente.  Glutenul poate fi prezent în multe produse unde nu ar putea fi bănuit inițial.  Prezența glutenului, indiferent de motiv, trebuie declarată de producător conform legislației în vigoare (H.G. 106/2002 Anexa 1f).
O atenție deosebită trebuie acordată unei posibile contaminări industriale sau casnice în cazul în care se folosesc aceleași utilaje, linii tehnologice și recipiente atât pentru produsele cu gluten cât și pentru cele fără gluten.  Nu sunt sigure alimentele fără gluten neverificate după producere și ambalare, atunci când sunt produse în aceleași fabrici unde se produc și cele din grâu, orz, ovăz și secară.
Sunt permise: toate legumele (deci inclusiv soia și făina de soia, năutul), fructele, carnea, laptele de orice fel, nucile, iar dintre cereale: porumbul, orezul și pseudocerealele, amidonul din cartofi, porumb.  Mezelurile, brânzeturile, semipreparatele, conservele trebuie verificate citind lista de ingrediente.  Făina de grâu din sosuri se poate înlocui cu amidon de porumb. Glutenul trebuie substituit în alimentele fără gluten prin alți lianți alimentari.
Acești lianți alimentari alcătuiesc împreună cu pseudocerealele, porumbul și orezul, amidonul și alte ingrediente (în funcție de rețeta producătorului) făina fără gluten, din care se produce pâine, prăjituri, napolitane, biscuiți, blaturi de pizza, etc. Acestea înlocuiesc în totalitate produsele din grâu, atât ca aspect cât și ca valoare nutritivă.
Pentru obținerea unei securități maxime a alimentelor fără gluten este nevoie de multă muncă de culegere de informații, de informare, de prelucrare și distribuire a informațiilor despre celiachie în rândul producătorilor alimentelor de larg consum.  Arhivat în 27 septembrie 2007, la Wayback Machine. În plus, e necesară și o legislație adecvată, care se referă și la alimentele de larg consum și alimentele dietetice (sau numite azi "alimente pentru persoane cu nevoi speciale"). Aceste alimente sunt verificate în laborator, și au de regulă pe ambalaj sigla spicului de grâu barat, acordat sub licență specială (vezi AOECS), pentru evitarea contaminării produsului în timpul producției.

## Galerie
Cereale interzise pentru celiachi

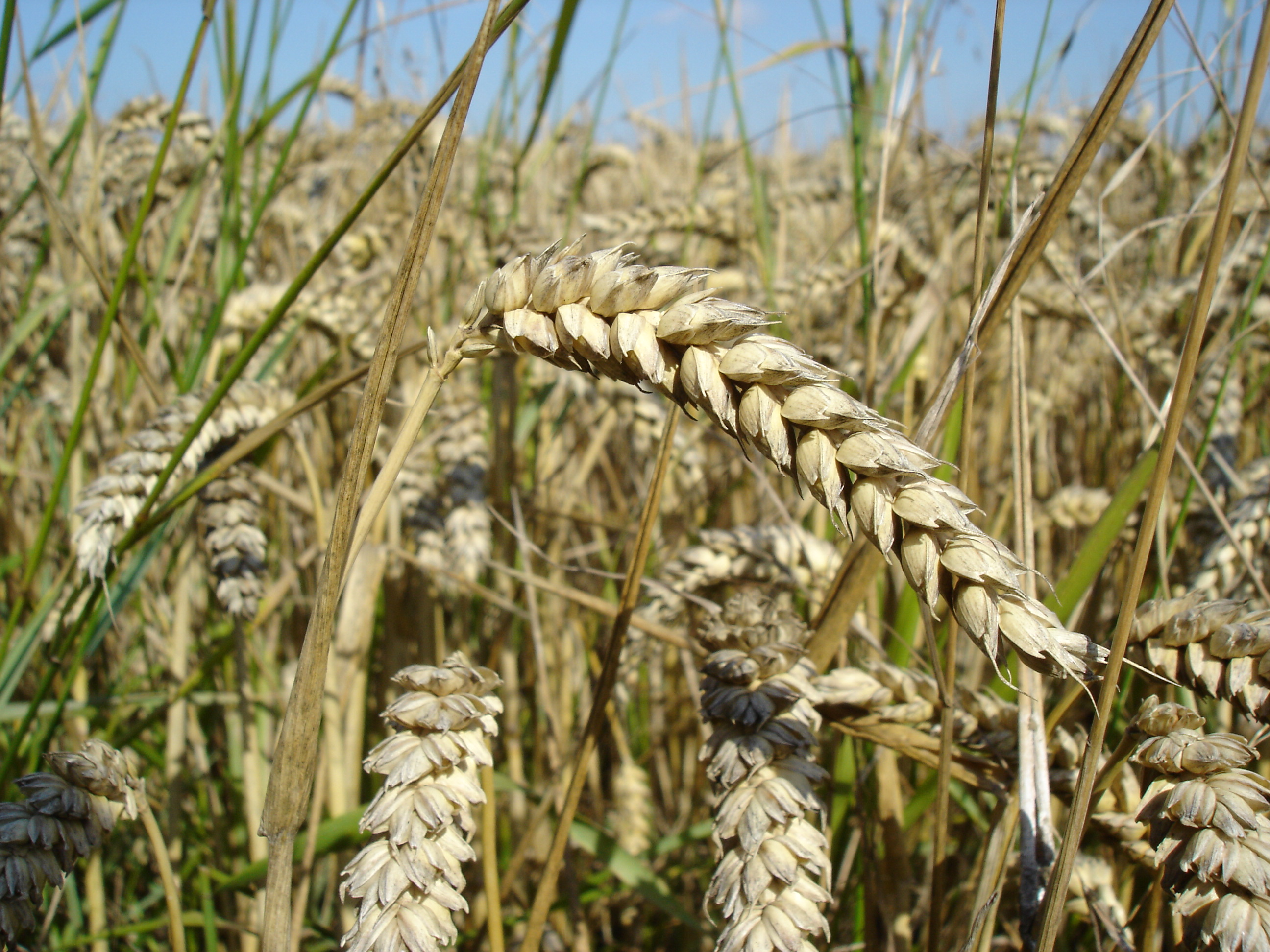
grâu
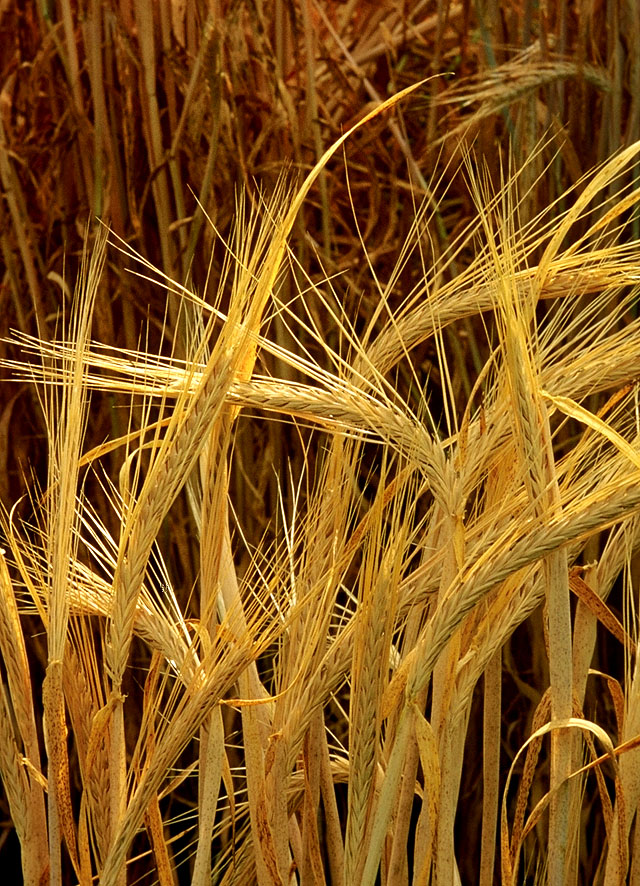
orz
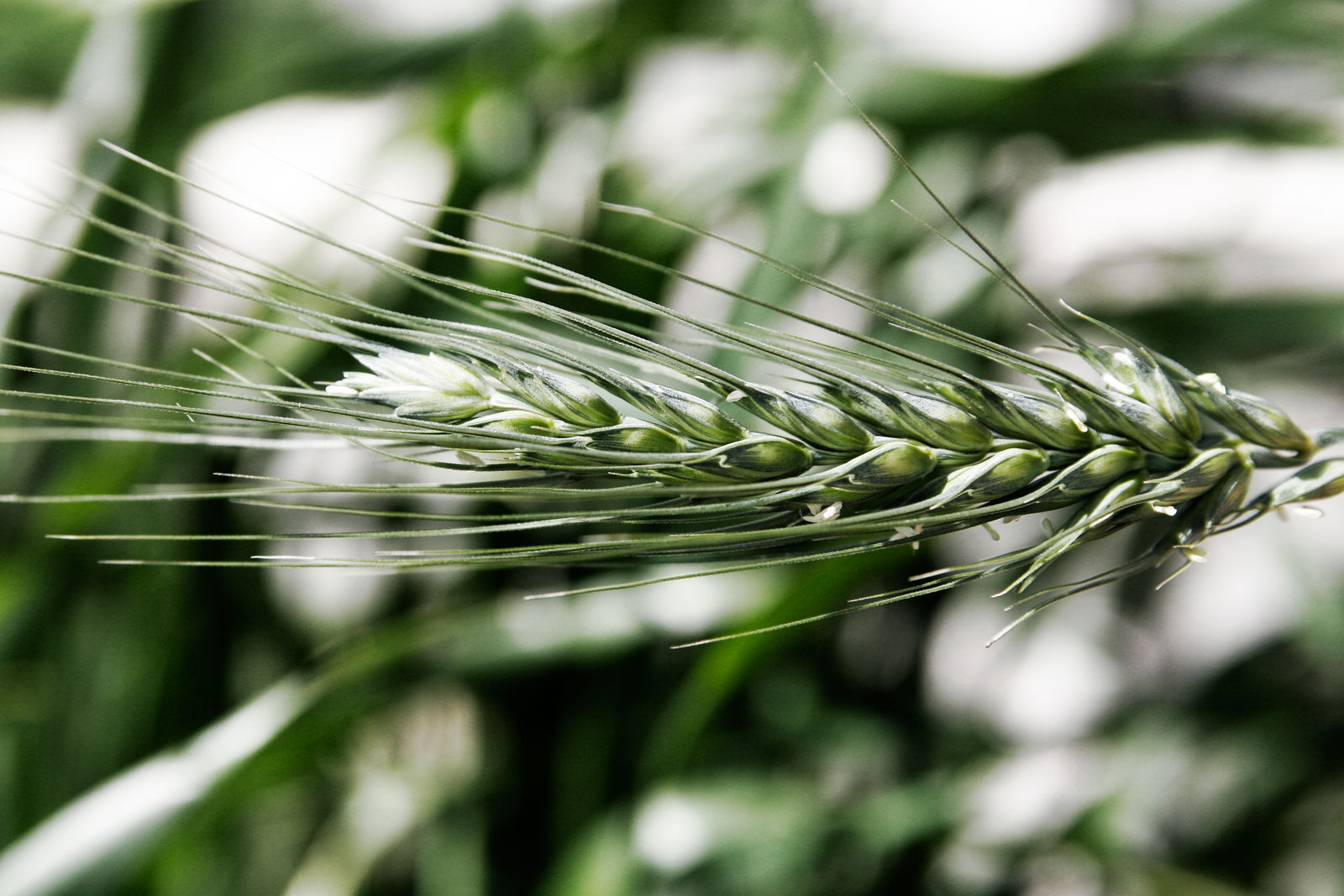
secară

Ovăzul este îngăduit celiacilor în cazul în care este crescut separat de grâu, orz și secară, iar terenul respectiv nu conține urme din niciuna din acestea.
De asemenea, cereale precum meiul, durra, orezul sau porumbul, nu conțin gluten.

## Evoluție
Celiacul corect tratat, care respectă o alimentație lipsită de gluten, este un om sănătos.  Acesta nu va mai prezenta nici un simptom al bolii, poate efectua orice activitate, poate urca pe munți, poate avea familie cu copii, pe scurt, poate duce o viață normală.
În caz contrar:
(a) Dispar rezervele de proteine, vitamine și minerale și apar simptomele de malabsorbție.
(b) Sistemul imunitar (de apărare) obosește, cel afectat e mai sensibil la viroze și infecții.
(c) În timp, după ani de zile, se poate mări de 5 până la de 11 ori probabilitatea unui cancer de tub
digestiv sau sistem limfatic (în funcție de tipul de cancer).
(d) La pacientul adult crește permanent perioada de recuperare sub regim fără gluten, putând să se ajungă până la urmă la o situație în care să nu mai fie posibilă refacerea mucoasei digestive.
Primul punct poate fi rezolvat printr-o medicamentație adecvată (din cauza malabsorbției sunt de
preferat injecțiile). În ultimele trei cazuri nu mai există multe șanse de vindecare, pentru că un sistem de apărare obosit nu poate da randamentul cerut de atacurile din exteriorul și interiorul corpului.

## 
Se pot găsi pe situl Asociației Europene de Celiachie AOECS, care are și o listă cu toate asociațiile de celiachie din Europa.